# Geocoryne
Geocoryne — рід грибів родини Leotiaceae. Назва вперше опублікована 1978 року.

## Класифікація
До роду Geocoryne відносять 2 види:
- Geocoryne exogloea
- Geocoryne variispora